# Mauriac (Gironde)
Mauriac (okzitanisch gleichlautend) ist eine französische Gemeinde mit 228 Einwohnern (Stand: 1. Januar 2022) im Département Gironde in der Region Nouvelle-Aquitaine. Sie gehört zum Arrondissement Langon und zum Kanton Le Réolais et Les Bastides. Die Einwohner werden Mauriacois genannt.

## Geographie
Mauriac liegt etwa 60 Kilometer ostsüdöstlich von Bordeaux. Umgeben wird Mauriac von den Nachbargemeinden Ruch im Norden, Saint-Antoine-du-Queyret im Osten und Nordosten, Soussac im Osten und Südosten, Cazaugitat im Süden und Südosten, Cleyrac im Süden und Südwesten sowie Blasimon im Westen.

## Bevölkerungsentwicklung
| 1962                       | 1968 | 1975 | 1982 | 1990 | 1999 | 2006 | 2017 |
| -------------------------- | ---- | ---- | ---- | ---- | ---- | ---- | ---- |
| 282                        | 264  | 219  | 228  | 230  | 225  | 238  | 244  |
| Quellen: Cassini und INSEE |      |      |      |      |      |      |      |

## Sehenswürdigkeiten
- Kirche Saint-Saturnin aus dem 12. Jahrhundert, Monument historique seit 2002
- Friedhofskreuz, seit 1907 Monument historique

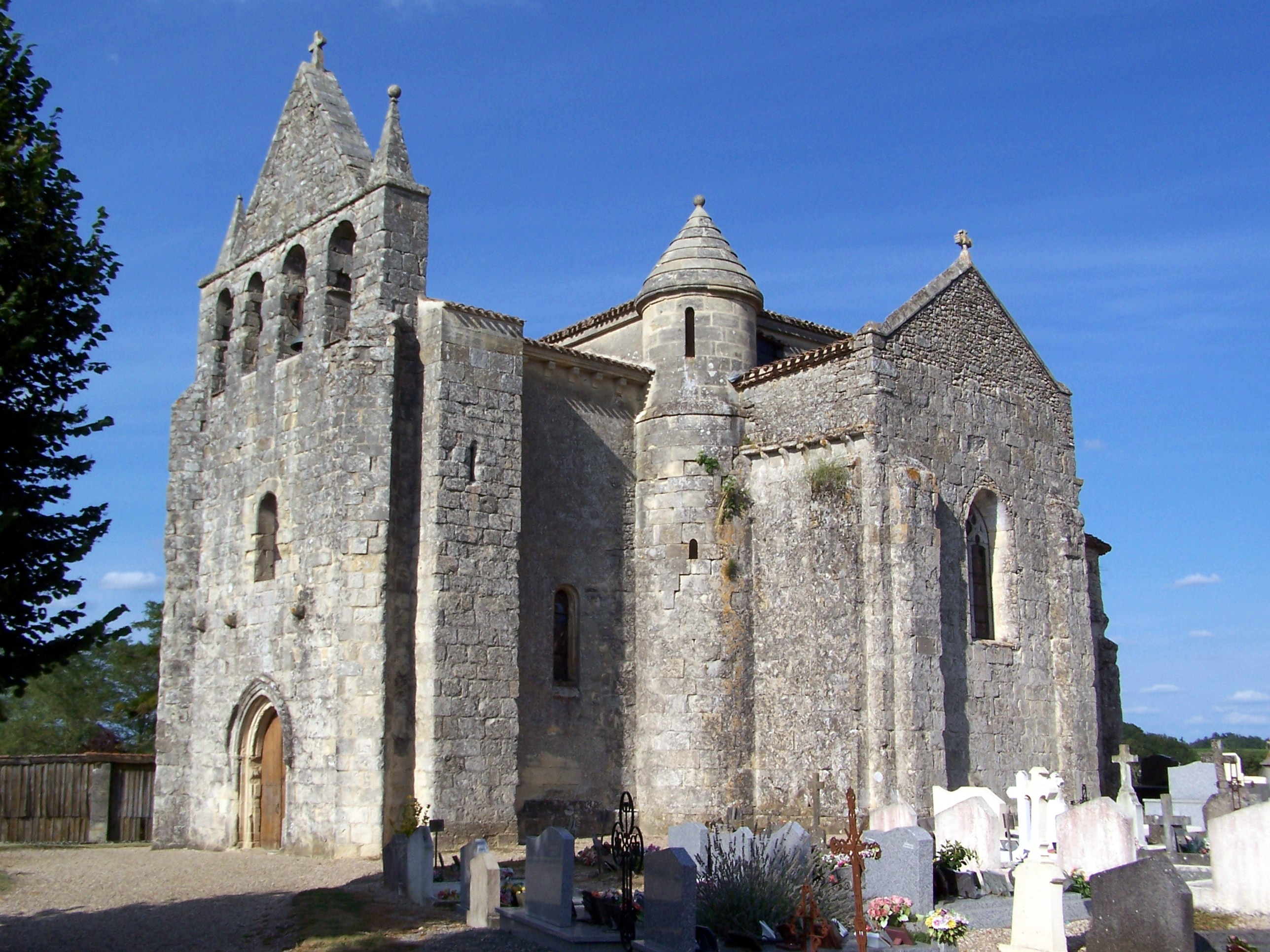
Kirche Saint-Saturnin

- Rathaus (früheres Schloss)